# Tor
Tor (акроним от The Onion Router) е маршрутизираща система, чрез която потребители могат да комуникират анонимно в интернет. Тор пренасочва интернет трафика през безплатна световна доброволческа надградена мрежа (на английски: overlay network), целяща да замаскира местоположението и действията на потребителя от лица или организации, които следят мрежата или анализират трафика. Разработката ѝ първоначално е спонсорирана от US Naval Research Laboratory. Към края на 2004 г. проектът се продължава от Electronic Frontier Foundation (EFF), която го финансира до ноември 2005 г. и хоства проекта. Понастоящем се поддържа и разработва от организация с идеална цел „Тор Проджект“.
Използването на системата практически осуетява възможността потребителите на интернет да бъдат проследявани. Тор е разработил браузър, базиран на Мозила Файърфокс, който улеснява възможностите за ползване на системата.
Целта на проекта е да помогне на потребителите там, където върху интернет дейностите са наложени ограничения, а също и в случаите, когато те смятат, че неприкосновеността на кореспонденцията и личността им могат да бъдат застрашени.
От 2021 г. уебсайт обвинява TOR, че вече не е в безопасност, твърдейки, че правителствата могат да го нарушат. 

## История
Основният принцип на Tor, „onion routing“, е разработен в средата на 90-те години от служители на Американската военноморска изследователска лаборатория, математикът Paul Syverson и компютърните специалисти Michael G. Reed и David Goldschlag, с цел защита на онлайн комуникациите на американското разузнаване. Впоследствие проектът е доразвит от „DARPA“ през 1997 г.
Прототипната (Alpha) версия на Tor стартира на 20 септември 2002 г. с името „The Onion Routing project“ („TOR Project“) и е разработена от Paul Syverson, Roger Dingledine и Nick Mathewson. На 13 август 2004 г., Syverson, Dingledine и Mathewson представят „Tor: The Second-Generation Onion Router“ на 13-а конференция за сигурност „USENIX“. През 2004 г. Американската военноморска изследователска лаборатория публикува кода на Tor под свободен лиценз, и „Electronic Frontier Foundation“ („EFF“) започва да финансира Dingledine и Mathewson с цел развитие на „Tor“ проекта.
През декември 2006 г. Dingledine, Mathewson и петима други основават „The Tor Project“, базирана в Масачузетс неправителствена организация за изследване и образование, която да поддържа Tor. Сред първите финансови поддръжници на проекта са „EFF“ – действал като основен спонсор в ранните години, както и „International Broadcasting Bureau“, „Internews“, „Human Rights Watch“, Университета в Кеймбридж, Google и „Stichting NLnet“.
От този момент нататък по-голямата част от финансирането на проекта се поема от правителството на САЩ.
През ноември 2014 се появяват спекулации, че операция „Onymous“ е използвала слабост на Tor за своето изпълнение. Представител на Европол не разкрива какви методи са използвани за осъществяването на операцията, казвайки в интервю: „Това е нещо, което искаме да запазим за себе си. Не можем да споделим начина, по който го направихме, защото искаме да го направим отново и отново, и отново“. Според BBC е използван „технически пробив“, който е позволил намирането на физическото местоположение на сървърите. Това, както и броя на сайтовете, които полицията първоначално твърди, че са сезирани, води до спекулациите, че мрежата „Tor“ е компрометирана. Този сценарий обаче е опроверган впоследствие от Andrew Lewman, представител на проекта, който предполага, че традиционната полицейска работа е спомогнала за осъществяването на операцията.
През 2020 г. по време на пандемията от коронавирус, 13 души от основния екип на Тор проектът биват освободени, като остават 22.

## Въздействие и прием
Tor е предпочитан заради възможността да предостави пълна анонимност на потребителите си в интернет, в това число политически активисти, обикновени потребители на мрежата, които искат да заобиколят цензурата, и хора, които са били заплашвани с насилие или злоупотреба от преследвачи. Националната агенция на САЩ за сигурност (NSA) нарича Tor „царят на високата сигурност и ниско латентна интернет анонимност“. Списание „BusinessWeek“ описва Tor като „може би най-ефективното средство за разбиване на усилията за онлайн наблюдение на разузнавателните агенции от целия свят“. Други медии описват Tor като „лесен за използване“ и „толкова сигурен, че никой в целия свят не е измислил как да го пробие“.
През март 2011 г. проектът Tor получава наградата „Projects of Social Benefit“ на Фондацията за свободен софтуер („Free Software Foundation“). В текста се казва „Използването на Tor е позволило на около 36 милиона души по целия свят да изпитат свободата на достъп и изразяване в интернет, докато напълно запазват анонимността и личния си живот неприкосновени.“Tor мрежата се оказва ключово средство за комуникация по време на размириците в Иран и по-късно в Египет.
През 2012 г. списание „Foreign Policy“ нарежда Syverson, Dingledine и Mathewson сред Топ 100 „Global Thinkers“ за заслугите им в превръщането на интернет в безопасно място за „whistle-blowers“.
През 2013 г. Джейкъб Апълбаум описва Tor като „част от една софтуерна екосистема, която помага на хората да възвърнат и възстановят своята автономност. Tor помага на хората да си помагат един на друг и от там да помогнат сами на себе си. Tor работи, Tor е отворен и е подкрепен от огромна общност във всички сфери на живота.“
През юни 2013 г., Едуард Сноудън използва Tor да изпрати информация за „PRISM“ до „The Washington Post“ и „The Guardian“.
През 2014 г. руското правителство предлага договор на стойност $111 000 за „Проучване на възможността за получаване на техническа информация относно потребителите и оборудването на използващите Tor мрежата“.
Първоначално проектът е разработен от името на американското разузнаване и продължава да се финансира от правителството на САЩ. Към 2012 г. 80% от годишния бюджет на проекта ($2М) идва от правителството на САЩ, като сред основните спонсори са Държавния департамент на САЩ, „Broadcasting Board of Governors“ и Националната научна фондация. Шведското правителство и други организации, допълват останалите 20%, като в това число влизат неправителствени организации и хиляди обикновени хора. Дингълдън казва, че парите от Националната агенция на САЩ за сигурност (NSA) са по-скоро с изследователска цел, отколкото обществена поръчка. Изпълнителният директор на Tor Андрю Lewman заявява, че макар и да приема средства от правителството на САЩ, Tor не сътрудничи с NSA, и не разкрива нищо относно самоличността на потребителите ползващи Tor.
През 2020 г. по време на пандемията от коронавирус

## Използваемост на проекта
Основното предимство на Tor е, че осигурява напълно (почти) анонимно използване на интернет мрежата, както и изпращане на съобщения между потребители. Именно това е основната причина, софтуерът да се използва от милиони хора по света за различни цели. Някои от забележимите ползватели на Tor са именно правителствата на някои страни като Съединени американски щати, но наред с тях Tor бива използван и от престъпни групировки, организации с цел реализиране на интернет атаки и прочее. Тук трябва да споменем, че няколко правителствени организации дори спонсорират проекта в течение на дълги години.
| Бранш                     | Процент |
| ------------------------- | ------- |
| Хазарт                    | 0,4%    |
| Оръжия                    | 1,4%    |
| Чат                       | 2,2%    |
| Нови (още не индексирани) | 2,2%    |
| Злоупотреба               | 2,2%    |
| Книги                     | 2,5%    |
| Указател                  | 2,5%    |
| Блог                      | 2,75%   |
| Порно                     | 2,75%   |
| Хостинг                   | 3,5%    |
| Хакерство                 | 4,25%   |
| Търсене                   | 4,25%   |
| Анонимност                | 4,5%    |
| Форум                     | 4,75%   |
| Фалшификация              | 5,2%    |
| Активизъм                 | 5,2%    |
| Уики                      | 5,2%    |
| Имейл                     | 5,7%    |
| Биткойн                   | 6,2%    |
| Измама                    | 9%      |
| Пазар                     | 9%      |
| Наркотици                 | 15,4%   |

Основното предназначение на проекта Tor не е да осигури пълна анонимност на интернет потребителите, а по-скоро да осигури защита при преноса на данни, така че да не бъде възможно проследяването от интернет страници до потребителите. Следва да отбележим, че проследяването, или така наречения бектрекинг, все пак е възможно, но Tor цели да намали драстично начините за осъществяването му.
Въпреки че създателите на Tor имат за цел защита на обикновения потребител, проектът бива използван и за коренно различни цели като осигуряване достъп на цензурирана информация или организиране на политически бунтове и протести, продажба на оръжия и опасни вещества, както и номера на крадени банкови карти. Често Tor се използва и за достъп до секретна информация, както и за засилване влиянието на порно индустрията по целия свят.
Tor бива описван от The Economist като „тъмна част на интернет пространството“ във връзка с така наречения „Silk Road“ – първият по рода си анонимен интернет магазин за търговия с наркотици, който използва именно Tor за осъществяване на дейността си. Първата версия на Silk Road е спряна през октомври 2013 година след залавянето на основателя му – Ross William Ulbricht и осъждането му на доживотен затвор без право на замяна. Малко по-късно през същата година втора версия на „Silk Road 2.0“ е пусната, която също използва Tor за осигуряване анонимността на търговците, както и техните клиенти. „Silk Road 2.0“ е закрит малко по-късно същата година след залавянето на тогавашния администратор на портала.
Официалното становище от страна на администрацията на проекта е, че ползвателите му са хора, които предпочитат да запазят анонимност относно своята интернет активност, хора които имат опасения и биха желали да не бъдат следени. Към ноември 2013 ползвателите на Tor наброяват близо 4 милиона души. Според „Wall Street Journal“ през 2012 година близо 14% от трафика се осъществява между Америка и хора от страни, които поставят ограничения на ползването на интернет.
Tor все повече се използва от жертви на домашно насилие, както и от съответните служби и агенти, които им сътрудничат. Софтуерът се използва често и от медиите с цел защита и запазване анонимност на лицата, снабдяващи ги с информация за актуални събития.
Министерството на Науката и Технологиите на Великобритания отказва да забрани подобни системи за осигуряване на анонимност относно интернет потреблението, тъй като според тях това не би намалило влиянието на организираната престъпност и нарушаването на закона.
На въпроса „Не подпомага ли Tor организираната престъпност по целия свят“ администрацията на проекта отговаря по следния начин:
„Тези, които нарушават закона, са го правили и ще продължат с или без Tor, тъй като те вече разполагат с по-добри способи запазващи анонимността им. В днешно време единствено престъпниците успяват да си осигурят пълна анонимност и ние смятаме, че това трябва да се промени. Обикновено престъпните групировки разполагат с достатъчно средства за осигуряване на защита, но не и обикновените потребители. Забраняването на проекти като Tor няма да спре онези, които нарушават закона, тъй като те вече разполагат с много други алтернативи.“

## Принцип на действие
Основната цел на Tor е да прикрие самоличността на потребителите си в интернет пространството от анализиране на трафик и проследяване на източника. Софтуерът представлява внедряване на така наречения „Onion routing“, при който е характерно криптиране на информацията на няколко „пласта“, действащо като обвивка. Потокът от информация се изпраща до потребителя, като минава през отделни възли в мрежата, като всеки от тях премахва по един пласт от криптирането. В нито един момент IP адресите на получателя и на източника на информация не са представени като данни, които могат да бъдат разчетени и по този начин идентичността не може да бъде определена.
Наред с обикновените потребители Tor може да осигури анонимност на интернет страници и други сървъри. Един сървър може да бъде конфигуриран да получава входяща информация само през Tor, като програмата не разкрива реалния IP адрес на сървъра, а по-скоро модифициран такъв на принципа на „обвивката“. Мрежата на Tor е конфигурирана да разшифрова и приема такъв тип информация както и да я разпраща от и към получателите. Следва да се обърне внимание на факта, че сървъри които ползват Tor могат да бъдат достъпни само и единствено от потребители, които също ползват софтуера, като е възможно да се осъществи обмяна на информация дори и между сървъри използващи защитни стени или други методи за блокиране.
Използването на проекта Tor за осигуряване на анонимност и „скриване“ на подобни сървъри се осъществява още от 2004 година. Интересен е факта, че в цялата система на Tor не съществува списък с информация за всички сървъри, които използват тази услуга, тъй като проектът Tor е децентрализиран, тоест не съществува централна база данни или вътрешен сървър, където да се съдържат данни за цялата мрежа.
Въпреки че информацията която тече от изпращача до получателя, е изцяло криптирана, има някои известни пропуски в сигурността на Tor. Някои от сървърите, които ползват Tor, позволяват достъп и от публичното пространство и по този начин стават уязвими за външни атаки.